# Lázaro Condo
Lázaro Condo est un dirigeant indigène équatorien, mort le 26 septembre 1974 lors d'un affrontement confus entre indigènes et « forces de l'ordre » (police et armée). Les indigènes revendiquaient l'application d'une décision de l'Institut équatorien de réforme agraire (IERAC) consistant à leur rétrocéder des terres situées sur le páramo de Toctezinín, situé à 3 300 mètres d'altitude dans le canton de Chunchi (province du Chimborazo). La propriétaire refusant de leur céder ces terres, les 25 et 26 septembre, les indigènes du lieu décident de récolter l'orge semée sur ces terres. Le 25 septembre, jour du début de la récolte, aucun incident ne fut à signaler, mais le 26 septembre des troupes de l'armée et de la police arrivèrent afin de récupérer le terrain. C'est lors de cet affrontement que Lázaro Condo perdit la vie. Selon des témoins, Lázaro Condo aurait été blessé par balles aux jambes lors de l'affrontement, puis roué de coups et arrosé d'alcool sur ses blessures par les soldats. Après sa mort, Lázaro Condo est devenu un symbole des mobilisations indigènes en Équateur. Dans un ouvrage publié en 1978, René Dumont dit même de lui qu'il est un peu le Che de l'Équateur.